# 唐尚光
唐尚光（?—?），字星航，广西全州人，光绪三十年（1904年）进士，授翰林院庶吉士。后前往日本法政大学补修科。光绪三十四年(公元1908年)下诏在各省设立咨议局，唐尚光受赵炳麟推举出任广西省咨议局副议长。